# Haliclona australis
Haliclona australis är en svampdjursart som först beskrevs av Lendenfeld 1888.  Haliclona australis ingår i släktet Haliclona och familjen Chalinidae. Inga underarter finns listade i Catalogue of Life.